# 吉浦康裕
吉浦 康裕（よしうら やすひろ、1980年4月3日 - ）は、日本のアニメーション作家・アニメ監督、スタジオ六花代表。

## 人物
福岡県出身。福岡県立筑紫丘高等学校、九州芸術工科大学（現・九州大学芸術工学部）芸術工学専攻卒業。大学在学中から個人作家スタイルでCGを使って制作したオリジナルのアニメーション作品を発表し、その作品群が国内のアニメ賞で評価された。
アニメーション監督として、オリジナル企画の脚本から動画制作・撮影・編集までを手がける個人作家的スタイルを貫く稀有なタイプで、短編・長編問わず、作り込むタイプのアニメを得意としている。CGで空間設計をかっちり作り上げ、カメラワークをつけて、キャラクターを作画するという手法を確立している。グループワークを重視しつつ総合的に映像を制御し、原作・脚本・絵コンテ・動画コンテ・演出・2D＆3DCG・撮影・編集と幅広く作業する。
高校生の頃に祖父母に買ってもらったパソコンPower Macと自分の小遣いで買ったStrata Studio Pro（3DCGソフト）が映像作りを始めたきっかけ。その頃に映画『GHOST IN THE SHELL / 攻殻機動隊』や『MEMORIES』、ケン・イシイのMV『EXTRA』（森本晃司監督）といったデジタル系のアニメを観て、「自分の好きな空間をCGで作りつつ、そこに手描きのキャラクターを載せればアニメを作れるのではないか」と思い、九州芸術工科大学に進学した。
文章を書く仕事もしている。
台湾のハヤシ百貨店や旧台南警察署（いずれも台南市）などを設計した建築技師、梅澤捨次郎は曽祖父にあたり、吉浦は自身の作品には梅澤が台湾に残した建築物の影響が少なからずあると語っている。

## 来歴
小学5年生の夏休みの自由研究にて処女作『竜巻を追って』を発表。将来は物語を書く人になりたいと思うようになる。中学時代、ゲーム好きが高じてCGやそれを使った創作活動に興味を持ち始める。高校時代、兄の影響もあって演劇部に所属。演者だけでなく脚本も担当し、将来は役者か劇作家になりたいと思っていたが、卒業する頃には諦めていた。
大学に進学するとアニメーションの個人制作を始め、『キクマナ』『水のコトバ』を国内外で発表。TV番組「デジタル・スタジアム」や「DoGA CGアニメコンテスト」の各賞を受賞。
大学卒業後は就職せず、フリーでショートアニメの制作を請け負いながら、地元の福岡でアニメーション作家活動を開始。個人制作で『ペイル・コクーン』を完成させてDVDを販売、商業デビューを飾る。ちょうどこの頃、新海誠監督が『ほしのこえ』を発表したことで自主制作アニメに世間の注目が集まっていたこともあり、これを機に上京。以降は少人数でのグループワークを主な制作スタイルとしている。
2008年にシリーズWebアニメ『イヴの時間』（全6話）を発表。GyaOやニコニコアニメチャンネルなどを通して配信。プロモーションにあたっては、ニコニコ生放送等数々のメディアに出演した。さらに初の劇場作品としてそれらを編集した『イヴの時間 劇場版』も全国公開され、これを機にブレイクを果たすことになる。
2013年、オリジナル劇場アニメ『サカサマのパテマ』を監督し、全国公開。
2014年、文化庁「アニメミライ2014」に参加、短編『アルモニ』を監督する。
2015年から「日本アニメ（ーター）見本市」（1stシーズン）に参加、短編作品『POWER PLANT No.33』『ヒストリー機関』を劇場とWEBで公開。2016年にはエクストラ作品として初の原作モノとなる『機動警察パトレイバーREBOOT』を制作した。
2021年、オリジナル劇場アニメ『アイの歌声を聴かせて』を監督。

## エピソード
高校時代に見ていた『新世紀エヴァンゲリオン』の関連作品、『ヱヴァンゲリヲン新劇場版:破』の映像製作参加にあたって、イヴの時間製作初期の激務の頃であったが、「まさか自分が携わることができるとは」と、その感激を知人にもらしている。
ニッポン放送アナウンサーの吉田尚記とは飲み仲間である（吉田がパーソナリティーを勤めた『YAGアニメラボ』にゲスト出演経験あり）。

## 作品

### 自主制作
- キクマナ（2000年）
- 水のコトバ（2002年）
- ペイル・コクーン（2006年）

### テレビアニメ
- 龍の歯医者（2017年）演出

### Webアニメ
- イヴの時間（2008年 - 2009年）原作・監督・脚本・絵コンテ・演出・3DCG・撮影・編集・音響監督
- 日本アニメ（ーター）見本市「POWER PLANT No.33」（2015年）原案・監督・脚本・絵コンテ・演出・レイアウト演出・怪獣アニメーション・撮影・編集
- 日本アニメ（ーター）見本市「ヒストリー機関」（2015年）原案・監督・脚本・絵コンテ・演出・撮影・編集
- 日本アニメ（ーター）見本市「機動警察パトレイバーREBOOT」（2016年）監督・脚本・絵コンテ・演出・撮影監督・撮影

### OVA
- ペイル・コクーン（2005年）原案・監督・脚本・制作
- 夜桜四重奏 ～ホシノウミ～（2010年 - 2011年）OP CGI演出協力

### 劇場アニメ
- ヱヴァンゲリヲン新劇場版:破（2009年）デザインワークス
- イヴの時間 劇場版（2010年）原作・監督・脚本・絵コンテ・演出・デジタル作画・モデリング・撮影・編集・音響監督
- サカサマのパテマ（2013年）原作・監督・脚本・レイアウト演出・デザインワークス・撮影監督・編集
- Wake Up, Girls! 七人のアイドル（2014年）デジタル映像監修
- アルモニ（2014年）原作・監督・脚本・デザインワークス・撮影・編集
- Wake Up, Girls! 青春の影（2015年）協力
- アイの歌声を聴かせて（2021年）原作・監督・脚本[注 6]・絵コンテ・演出・3Dレイアウト・撮影

### ゲーム
- うたわれるもの 偽りの仮面（2015年）ビジュアル監修・撮影・編集
- うたわれるもの 二人の白皇（2016年）ビジュアル監修

## 受賞歴
『キクマナ』
- ジャパンデジタルアニメーションフェスティバル2001 / トムシート賞
- デジタルスタジアム / 伊藤有壱賞
- 第14回 DoGA CGアニメコンテスト / アート賞
- アルスエレクトロニカ2002 / HonoraryMention

『水のコトバ』
- 第6回文化庁メディア芸術祭 / 審査委員会推薦作品入作
- サンタマニアショートフィルムフェスティバル2003 / 審査員奨励賞
- 東京アニメアワード2003 / 公募作品部門・アニメ作品部門優秀作品賞
- 第15回 DoGA CGアニメコンテスト / 作品賞
- ブロードバンド・アート&コンテンツ・アワードジャパン / 映像コンテンツ最優秀作

『ペイル・コクーン』
- 第19回東京国際映画祭 / 招待上映
- 第1回札幌国際短編映画祭 / 脚本賞
- 日本橋映画祭 / 日本橋最優秀作品賞

『イヴの時間』
- 東京アニメアワード2010 / OVA部門優秀作品賞
- 釜山国際映画祭 / 招待上映

『サカサマのパテマ』
- アヌシー国際アニメーション映画祭 / 長編アニメ部門正式招待
- 第26回東京国際映画祭 / 特別招待作品
- スコットランド・ラブズ・アニメ 2013 / 観客賞及び審査員賞
- ヒホン国際映画祭2013 / スペシャル・メンション
- 第17回文化庁メディア芸術祭 / アニメーション部門優秀賞

『パトレイバーREBOOT』
- VFX-JAPANアワード 2017：ショートフィルム部門 最優秀賞（2016）

『アイの歌声を聴かせて』
- 第45回日本アカデミー賞 / 優秀アニメーション作品賞
- Scotland Loves Animation 2021：AUDIENCE AWARD（観客賞）（2021）
- New York City Film & Television Festival 2021：Best Animation（2021）